# Barleriola solanifolia
Barleriola solanifolia là một loài thực vật có hoa trong họ Ô rô. Loài này được (L.) Oerst. mô tả khoa học đầu tiên năm 1854.